# Королівське садівниче товариство
Королівське садівниче товариство(англ. Royal Horticultural Society (RHS)) — одна з провідних садівничих організацій у світі, його діяльність присвячено просуванню та розвитку садівництва.
Товариство є організатором всесвітньо відомих садівничих виставок, таких як Виставка квітів у Челсі, Виставка квітів у палаці Гемптон-Корт (англ. Hampton Court Palace Flower Show), Виставка квітів у Таттон-парку (англ. Tatton Park Flower Show]) та Cardiff Flower Show, де демонструються кращі сади та рослини. Також товариство проводить навчання фахівців та садівників-аматорів.
Королівське садівниче товариство здійснює оцінку садових рослин, що вирощуються у відкритому ґрунті та теплицях Великої Британії, а також щорічно присуджує премію AGM за найкращі види та сорти рослин.

## Видання товариства

### Журнали
- Transactions of the Horticultural Society of London (1807-1848)
- Journal of the Horticultural Society of London (1846–1855)
- Proceedings of the Horticultural Society of London (1859–1860)
- Proceedings of the Royal Horticultural Society (1861–1869)
- Journal of the Royal Horticultural Society (1866–1975)
- The Garden ( з 1975, раз на місяць)
- The Plantsman (з 2007, раз у квартал)
- The Orchid Review (раз у квартал)
- Hanburyana (з 2006, раз на рік)[3][4].

### Реєстри та енциклопедії
Королівське садівниче товариство є однією з реєструючих організацій International Cultivar Registration Authorities (ICRAs). RHS реєструє види 9 категорій рослин: ломиноси, хвойні, нарциси, жоржини, дельфініуми , гвоздики, лілії, орхідеї та рододендрони. Товариство опублікувало The International Orchid Register, центральний список гібридів орхідей та Енциклопедію хвойних рослин у 2012 році.

### Книги
RHS видало багато книг з садівництва, серед них:
- Ingram, David S.; Vince-Prue, Daphne; Gregory, Peter J., ред. (2008). Science and the garden the scientific basis of horticultural practice (вид. 2nd). Oxford: Blackwell. ISBN 9781444360356. Архів оригіналу за 26 січня 2021. Процитовано 16 квітня 2018.
- Huxley, Anthony; Griffiths, Mark; Levy, Margot (1992) [1st ed. Frederick Chittenden and William Stearn. Oxford University Press 1951. 2nd ed. P.M. Synge (ed.) Oxford 1956]. The New Royal Horticultural Society Dictionary of Gardening (4 vols.). London: Macmillan Publishers. ISBN 978-0333474945. Архів оригіналу за 20 грудня 2016. Процитовано 16 квітня 2018.